# Mate Balota
 (mars 2021).
La mise en forme du texte ne suit pas les recommandations de Wikipédia : il faut le « wikifier ».
Les points d'amélioration suivants sont les cas les plus fréquents :
- Les titres sont pré-formatés par le logiciel. Ils ne sont ni en capitales, ni en gras.
- Le texte ne doit pas être écrit en capitales (les noms de famille non plus), ni en gras, ni en italique, ni en « petit »…
- Le gras n'est utilisé que pour surligner le titre de l'article dans l'introduction, une seule fois.
- L'italique est rarement utilisé : mots en langue étrangère, titres d'œuvres, noms de bateaux, etc.
- Les citations ne sont pas en italique mais en corps de texte normal. Elles sont entourées par des guillemets français : « et ».
- Les listes à puces sont à éviter, des paragraphes rédigés étant largement préférés. Les tableaux sont à réserver à la présentation de données structurées (résultats, etc.).
- Les appels de note de bas de page (petits chiffres en exposant, introduits par l'outil «  Source ») sont à placer entre la fin de phrase et le point final[comme ça].
- Les liens internes (vers d'autres articles de Wikipédia) sont à choisir avec parcimonie. Créez des liens vers des articles approfondissant le sujet. Les termes génériques sans rapport avec le sujet sont à éviter, ainsi que les répétitions de liens vers un même terme.
- Les liens externes sont à placer uniquement dans une section « Liens externes », à la fin de l'article. Ces liens sont à choisir avec parcimonie suivant les règles définies. Si un lien sert de source à l'article, son insertion dans le texte est à faire par les notes de bas de page.
- La présentation des références doit suivre les conventions bibliographiques. Il est recommandé d'utiliser les modèles {{Ouvrage}}, {{Chapitre}}, {{Article}}, {{Lien web}} et/ou {{Bibliographie}}. Le mode d'édition visuel peut mettre en forme automatiquement les références.
- Insérer une infobox (cadre d'informations à droite) n'est pas obligatoire pour parachever la mise en page.

Pour une aide détaillée, merci de consulter Aide:Wikification.
Si vous pensez que ces points ont été résolus, vous pouvez retirer ce bandeau et améliorer la mise en forme d'un autre article.
Mijo Mirković (né le 28 septembre 1898 à Rakalj, mort le 17 février 1963 à Zagreb), également connu sous les pseudonymes Miho et Mate Balota, est un poète, romancier et économiste croate. Considéré comme l'un des poètes croates les plus éminents du XXe siècle et souvent appelé le plus grand poète d'Istrie, il s'appelle « le plus grand Istrien après Matija Vlačić de Labin » par Tone Peruško.

## Biographie
Mijo Mirković naît à Rakalj, dans le sud-est de l'Istrie. Sa famille est évacuée vers la Moravie au début de la première guerre mondiale. À son retour en Croatie, il travaille comme journaliste à Pula avant de s'installer à Zagreb, où il est diplômé de la Faculté des sciences humaines et sociales. Il étudie ensuite économie et sciences sociales à Berlin et à Francfort, où il se rend pour examiner les manuscrits originaux de Flacius (Matija Vlačić-Franković en croate). Il obtient son doctorat à l'Université de Francfort en 1922, puis enseigne à Osijek, Subotica et Belgrade. Après la Seconde Guerre mondiale, il est professeur à la faculté d'économie de Zagreb jusqu'à sa mort. Un membre de JAZU depuis 1947, il est le secrétaire général de ce dernier de 1958 à 1961 et reçoit en 1960 le Nagrada za životno djelo.
Mirković est l'un des poètes dialectes croates les plus appréciés. À côté de la poésie, il est également connu pour ses livres narratifs et de littérature  non romanesque et pour ses œuvres sur l'économie. Il publie de nombreux débats, livres et manuels sur la théorie du commerce, la politique industrielle, l'économie nationale, l'histoire de l'économie et l'économie de l'agriculture, publiant des ouvrages tels que Trgovina i unutrašnja trgovinska politika (1931), Spoljna trgovinska politika (1932), Politique industrielle (1936), Politique agraire (1940), Structure économique de la Yougoslavie 1918–1941 (1950) et Histoire économique de la Yougoslavie (1958),.
Son œuvre poétique la plus connue est le recueil Dragi kamen, qui est publié à Zagreb en 1938 et qui porte le nom du poème du même nom de 1931, qui sera par la suite publié dans plusieurs éditions. Décrite comme « une expérience nostalgique de l'Istrie », une conférence scientifique portant le nom du livre se tient à Rakalj depuis 1968, en l'honneur de Mirković,. Parmi ses autres livres, il y a Stara Pazinska Gimnazija et Puna je Pula. Ce dernier est une monographie dans laquelle Mirković combine fiction et travail documentaire. Ces textes réalistes dépeignent la vie dans les villages d'Istrie, avec à la fois les moments heureux et tragiques des Istriens,. Son seul roman est Tijesna zemlja: roman iz istarskog narodnog života (1946), une étude économique et sociale dans laquelle il dépeint la vie dans un village d'Istrie de la seconde moitié du XIXe siècle jusqu'aux années 1940, suivant la vie d'une famille à travers trois générations,.